# Muhu (duch)
Muhu je mytický ochránce Jizerských hor. Je zmiňován již v německé regionální literatuře 19. století. Sídlem ducha je kamenné moře na vrchu Muchově (787 m n. m.) a nejčastěji se zjevuje ve formě mlhy či staříka.
Své zastavení má Muhu na trase turistického okruhu Vyhlídky nad Libverdou.

## Galerie

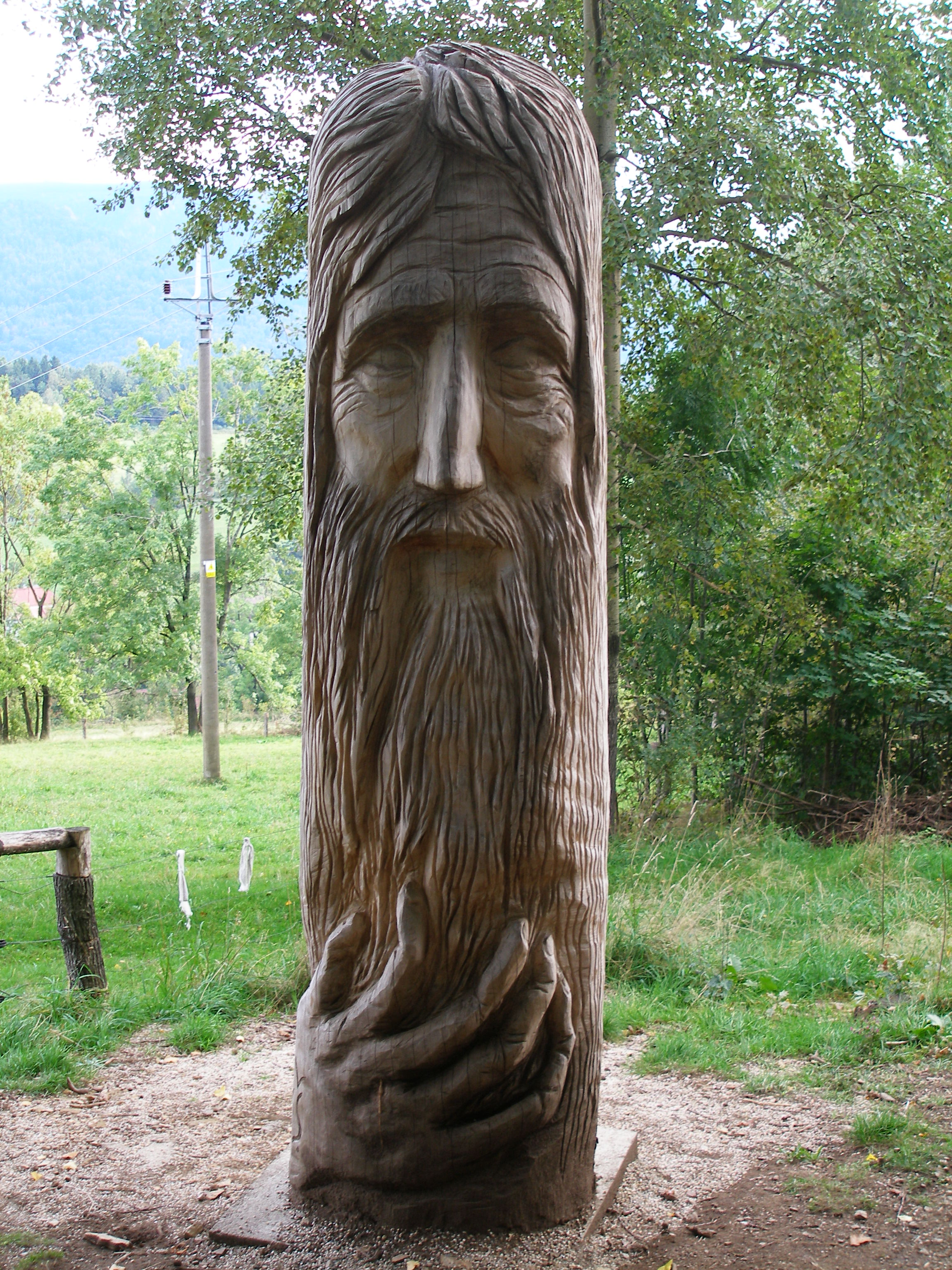
Skulptura u zastavení na okruhu Vyhlídky nad Libverdou
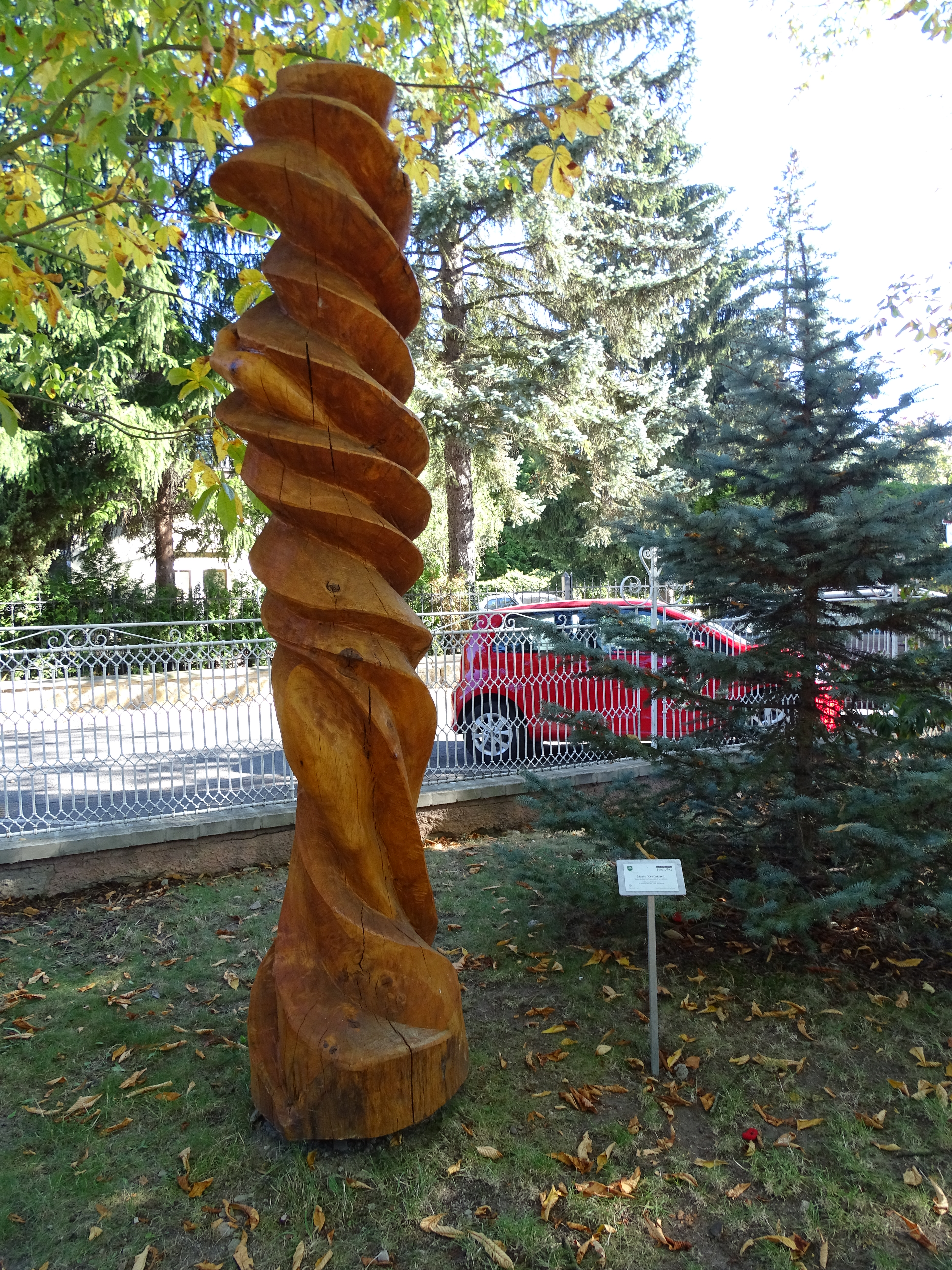
Dřevořezba Marie Kraťukové v pražských Klánovicích